# Michel Renquin
Michel Renquin (Bastogne, 3 novembre 1955) è un allenatore di calcio ed ex calciatore belga, di ruolo difensore.

## Carriera
Ha disputato le fasi finali del Campionato mondiale di calcio 1982 e 1986  e il  Campionato europeo di calcio 1980.

## Palmarès

### Club

#### Competizioni nazionali
- Coppa del Belgio: 1

Standard Liegi: 1980-1981
- Coppa di Lega belga: 1

Standard Liegi: 1974-1975
- Campionato svizzero: 1

Servette: 1984-1985
- Coppa Svizzera: 1

Servette: 1983-1984

#### Competizioni internazionali
- Coppa Piano Karl Rappan: 3

Standard Liegi: 1974, 1980, 1981